# Club Jeunesse Ben Guerir
 (novembre 2020).
Maillots
Actualités
Le Club Jeunesse Ben Guerir Football Club (en arabe : نادي شباب إبن جرير لكرة القدم), plus couramment abrégé en Jeunesse Ben Guerir, est un club marocain de football fondé en 1952 et basé dans la ville de Ben Guerir.
Le club évolue actuellement en Botola 2 depuis la saison 2016-2017.

## Parcours professionnel
| Saison  | Division | class. | Pts | V  | N  | D | BP | BC |
| ------- | -------- | ------ | --- | -- | -- | - | -- | -- |
| 2017-18 | D2       | 4e     | 47  | 12 | 11 | 7 | 32 | 26 |
| 2018-19 | D2       |        |     |    |    |   |    |    |